# Liste des seigneurs et princes de Robech
La terre de Robecq, Pas-de-Calais, passa par héritage à plusieurs familles qui devinrent seigneurs de Robech ou Robecq.

## Seigneurs de Robech

### Famille de Fiennes
- Lyonnel de Fiennes, vivant en 1391[1].
- Colard de Fiennes, frère du précédent[1].
- Jacqueline de Fiennes, fille du précédent, marié à Robert de Saveuse[1].

### Famille de Saveuse
- Robert de Saveuse, lieutenant du comte de Saint-Pol, capitaine de Pont Sainte-Maxence en 1423, gouverneur de St-Valery en 1433[2], marié à Jacqueline de Fiennes[1].
- Charles de Saveuse, fils du précédent, conseiller et chambellan du duc de Bourgogne, bailli de Saint-Omer en 1488[3],[1].
- Antoinette de Saveuse, fille du précédent mariée à Charles de Halluin[1].

### Famille d'Halluin
- Marguerite de Halluin, fille des précédents, mariée Louis d'Yve, seigneur de Séry et de Renescure[1].

### Famille d'Yve
- Jacqueline d'Yve, filles des précédents, marié à Jean de Saint-Omer, chevalier, seigneur de Morbecq, vicomte d'Aire vicomte d'Aire.

### Famille de Saint-Omer
- Louis de Saint-Omer, fils des précédents, vicomte d'Aire[1].
- Robert de Saint-Omer († 1617), neveu et héritier du précédent, sans postérité[1].
- Jeanne de Saint-Omer, cousine germaine et héritière du précédent, mariée en 1577 à Louis de Montmorency[1].

### Maison de Montmorency
- Louis de Montmorency (1553-1585), seigneur de Wastines, marié en 1577 avec Jeanne de Saint-Omer[4].

## Princes espagnols de Robech et grands d'Espagne

### Maison de Montmorency

Armes de la maison de Montmorency.

Le 31 juillet 1630, Jean de Montmorency, seigneur de Robech, reçoit de Philippe IV d'Espagne, le titre de prince de Robech (dénomination sans rang ni privilège).
- 1630-1631 : Jean de Montmorency (1581-1631), fils du précédent, 1er prince de Robech, comte d'Estaires, marquis de Morbecque, maître d'hôtel des archiducs Albert et Isabelle, chevalier de la Toison d'or (1628), marié à Madeleine de Lens[4].
- 1631-1633 : François Philippe de Montmorency (1604-1633), fils du précédent, 2e prince de Robech, marquis de Morbecque.
- 1633-1683 : Eugène de Montmorency (1615-1683), frère du précédent, 3e prince de Robech, marquis de Morbecque, chevalier de la Toison d'or (1675), mestre de camps d'un régiment d'infanterie, marié en 1649 avec Marguerite Alexandrine de Ligne-Arenberg[4].
- 1683-1691 : Philippe Marie de Montmorency (1650-1691), 4e prince de Robech, officier au service de l'Espagne puis en 1678 au service de la France, marié en 1670 avec Marie Philippine de Croÿ-Solre[4].
- 1691-1716 : Charles de Montmorency (1671-1716), 5e prince de Robech, marquis de Morbecque, grand d'Espagne de 1re classe le 8 avril 1713 au titre de prince de Robech. Maréchal de camp au service de la France en 1704, lieutenant général des armées du roi d'Espagne en 1713, marié en 1714 à Isabelle Alexandrine de Croÿ-Solre. Sans postérité[4].
- 1716-1745 : Anne Auguste de Montmorency (1679-1745), frère du précédent, 6e prince de Robech et grand d'Espagne de 1re classe, chevalier de la Toison d'or (1711), chevalier de Saint-Louis (1715), lieutenant-général (1720), marié en 1722 avec Catherine Félicité du Bellay de la Pallüe[4].
- 1745-1812 : Anne Louis Alexandre de Montmorency ([1724-1812) 7e prince de Robech et grand d'Espagne de première classe, marquis de Morbecque, comte d'Estaires, vicomte d'Aire, chevalier de l'ordre du Saint-Esprit, chevalier de Saint-Louis, maréchal de camps, marié en 1745 avec Anne de Montmorency-Luxembourg[6].

Dernier de sa branche, ses enfants ne lui ayant pas survécu, c'est son cousin Anne Louis Christian de Montmorency (1769-1844), qui lui succéda dans les titres de prince de Robech et grand d'Espagne.
- 1812-1844 : Anne Louis Christian de Montmorency (1769-1844) comte de Tancarville, 8e prince de Robech et grand d'Espagne de première classe, maréchal de camps, pair de France, marié en 1797 à Henriette de Becdeliévre de Cany.
- 1844-1853 : Gaston de Montmorency, (1801-1853), 9e prince de Robech et grand d'Espagne de première classe, capitaine de cavalerie, sans alliance[7].
- 1853-1860 : Anne Charlotte Marie Henriette de Montmorency (1798-1860), sœur aînée du précédent, 10e princesse de Robech et grande d'Espagne, mariée en 1817 à Emmanuel de Cossé comte de Brissac (1793-1870).

### Maison de Cossé-Brissac

Armes de la maison de Cossé-Brissac : De sable à trois fasces d’or, dentelées par le bas.

Au décès d'Anne Charlotte Marie Henriette de Montmorency en 1860, la grandesse d'Espagne au titre de prince de Robech passe dans la famille de Cossé.
- 1860-1887 : Henri de Cossé comte de Brissac, fils des précédents, (1822-1887), 11e prince de Robech et grand d'Espagne, marié en 1851 avec Louise Marie Illide de Veau de Robiac.
- 1887-1925 : Louis Henri Timoléon de Cossé, comte de Brissac (1852-1925), fils des précédents, 12e prince de Robech et grand d'Espagne. Sans alliance.
- 1925-1941 : Marie Jeanne Henriette de Cossé-Brissac (1884-1951), nièce du précédent, fille de son frère cadet, 13e princesse de Robech et grande d'Espagne par décret de succession en Espagne du 24 mai 1935[8]. Mariée en 1906 à Guy comte de Lévis-Mirepoix (1879-1940)[9].

### Maison de Lévis-Mirepoix

Armes de la maison de Lévis : D'or à trois chevrons de sable.

Le 30 mars 1941, Marie Jeanne Henriette de Cossé-Brissac renonce à la grandesse d'Espagne et au titre de princesse de Robech en faveur de son fils Emmanuel de Levis-Mirepoix.
- 1941-1951 : Emmanuel, comte de Lévis-Mirepoix (1909-1951), 14e prince de Robech et grand d'Espagne, marié en 1935 à Marie-Louise de Nicolaÿ (1904-1997), dont un fils adoptif Guy-Emmanuel de Lévis-Mirepoix, né en 1947[8].
  - La grandesse d'Espagne au titre de prince de Robech est déclarée vacante en Espagne et n'a pas fait l'objet d'une demande de réhabilitation ou d'une demande d'investiture en faveur du fils adoptif d'Emmanuel de Lévis-Mirepoix[11],[12],[13].